# Olympiakos Syndesmos Filathlōn Peiraiōs 2020-2021
Questa voce raccoglie le informazioni riguardanti l'Olympiakos nelle competizioni ufficiali della stagione 2020-2021.

## Maglie e sponsor
Il fornitore tecnico per la stagione 2020-2021 è Adidas. Lo sponsor ufficiale è Stoiximan.
| 1ª divisa | 2ª divisa | 3ª divisa |

## Rosa
| N. |                       | Ruolo | Calciatore                  |
| -- | --------------------- | ----- | --------------------------- |
| 1  | Portogallo (bandiera) | P     | José Sá                     |
| 2  | Algeria (bandiera)    | A     | Hillal Soudani              |
| 3  | Portogallo (bandiera) | D     | Rúben Semedo                |
| 4  | Guinea (bandiera)     | C     | Mady Camara                 |
| 5  | Grecia (bandiera)     | C     | Andreas Bouchalakīs         |
| 6  | Francia (bandiera)    | C     | Yann M'Vila                 |
| 7  | Grecia (bandiera)     | C     | Kōstas Fortounīs (capitano) |
| 8  | Portogallo (bandiera) | C     | Cafú                        |
| 8  | Portogallo (bandiera) | C     | Tiago Silva                 |
| 9  | Egitto (bandiera)     | A     | Ahmed Hassan                |
| 10 | Portogallo (bandiera) | C     | Pêpê                        |
| 11 | Marocco (bandiera)    | A     | Youssef El-Arabi            |
| 12 | Portogallo (bandiera) | D     | Rúben Vinagre               |
| 13 | Brasile (bandiera)    | D     | Rafinha                     |
| 14 | Grecia (bandiera)     | C     | Thanasīs Androutsos         |
| 15 | Grecia (bandiera)     | D     | Sōkratīs Papastathopoulos   |
| 17 | Grecia (bandiera)     | A     | Marios Vrousai              |
| 18 | Brasile (bandiera)    | C     | Bruno                       |
| 19 | Grecia (bandiera)     | C     | Giōrgos Masouras            |

| N. |                       | Ruolo | Calciatore            |
| -- | --------------------- | ----- | --------------------- |
| 20 | Belgio (bandiera)     | A     | Hugo Cuypers          |
| 21 | Tunisia (bandiera)    | D     | Mohamed Dräger        |
| 22 | Argentina (bandiera)  | C     | Maximiliano Lovera    |
| 24 | Senegal (bandiera)    | D     | Ousseynou Ba          |
| 25 | Grecia (bandiera)     | D     | José Holebas          |
| 27 | Portogallo (bandiera) | C     | Bruma                 |
| 28 | Francia (bandiera)    | C     | Mathieu Valbuena      |
| 31 | Islanda (bandiera)    | P     | Ögmundur Kristinsson  |
| 34 | Grecia (bandiera)     | D     | Avraam Papadopoulos   |
| 44 | Grecia (bandiera)     | P     | Īlias Karargyrīs      |
| 45 | Moldavia (bandiera)   | D     | Oleg Reabciuk         |
| 60 | Grecia (bandiera)     | C     | Anastasios Tselios    |
| 61 | Grecia (bandiera)     | D     | Alexīs Kalogeropoulos |
| 66 | Senegal (bandiera)    | D     | Pape Abou Cissé       |
| 72 | Francia (bandiera)    | D     | Kenny Lala            |
| 88 | Grecia (bandiera)     | P     | Kōnstantinos Tzolakīs |
| 90 | Grecia (bandiera)     | C     | Vasilīs Sourlīs       |
| 97 | Serbia (bandiera)     | C     | Lazar Ranđelović      |

## Calciomercato

### Sessione estiva
| Acquisti         | Acquisti                 | Acquisti          | Acquisti               |
| R.               | Nome                     | da                | Modalità               |
| ---------------- | ------------------------ | ----------------- | ---------------------- |
| P                | Ögmundur Kristinsson     | Larissa           | definitivo (0,4 mln €) |
| D                | Mohamed Dräger           | Friburgo          | definitivo (1 mln €)   |
| D                | José Holebas             | Watford           | svincolato             |
| D                | Leonardo Koutrīs         | Maiorca           | fine prestito          |
| D                | Rafinha                  | Flamengo          | svincolato             |
| D                | Rúben Vinagre            | Wolverhampton     | prestito (1 mln €)     |
| C                | Yann M'Vila              | Saint-Étienne     | svincolato             |
| C                | Tiago Silva              | Nottingham Forest | definitivo             |
| A                | Bruma                    | PSV               | prestito               |
| A                | Ahmed Hassan             | Braga             | definitivo (2 mln €)   |
| A                | Pêpê                     | Vitória Guimarães | definitivo (3 mln €)   |
| Altre operazioni |                          |                   |                        |
| R.               | Nome                     | da                | Modalità               |
| P                | Marios Siampanis         | Nottingham Forest | fine prestito          |
| D                | Apostolos Apostolopoulos | Panserraïkos      | definitivo (0,1 mln €) |
| D                | Fodé Camara              | Gazélec Ajaccio   | fine prestito          |
| D                | Stefanos Evangelou       | Paniōnios         | fine prestito          |
| D                | Svetozar Marković        | Larissa           | fine prestito          |
| D                | Giannīs Masouras         | Larissa           | fine prestito          |
| D                | Yassine Meriah           | Kasımpaşa         | fine prestito          |
| D                | Nemanja Nikolić          | Mladost D. Kakanj | fine prestito          |
| D                | Igor Silva               | Osijek            | fine prestito          |
| C                | Thanasīs Androutsos      | Atromītos         | fine prestito          |
| C                | Abdoulaye Keita          | Ajaccio           | fine prestito          |
| C                | Iōannīs Kosti            | Nea Salamis       | fine prestito          |
| C                | Pavlos Mavroudis         | Panathīnaïkos     | svincolato             |
| C                | Alexandros Nikolias      | PAS Giannina      | definitivo (0,3 mln €) |
| A                | Nikola Čumić             | Radnički Niš      | fine prestito          |
| A                | Hugo Cuypers             | Ajaccio           | fine prestito          |
| A                | Fjorin Durmishaj         | Arīs Salonicco    | fine prestito          |
| A                | Miguel Ángel Guerrero    | Leganés           | fine prestito          |
| A                | Dīmītrios Manos          | OFI Creta         | fine prestito          |
| A                | Giōrgos Manthatīs        | Anorthōsis        | fine prestito          |
| A                | Franco Soldano           | Boca Juniors      | fine prestito          |
| A                | Alexandros Voilis        | Casa Pia          | fine prestito          |
| A                | Marios Vrousai           | Willem II         | fine prestito          |

| Cessioni         | Cessioni                   | Cessioni           | Cessioni               |
| R.               | Nome                       | da                 | Modalità               |
| ---------------- | -------------------------- | ------------------ | ---------------------- |
| P                | Bobby Allain               |                    | svincolato             |
| D                | Omar Elabdellaoui          | Galatasaray        | svincolato             |
| D                | Bruno Gaspar               | Sporting Lisbona   | fine prestito          |
| D                | Leonardo Koutrīs           | Fortuna Düsseldorf | prestito               |
| D                | Vasilīs Torosidīs          |                    | fine carriera          |
| D                | Kōstas Tsimikas            | Liverpool          | definitivo (13 mln €)  |
| C                | Cafú                       | Nottingham Forest  | prestito               |
| C                | Lazaros Christodoulopoulos | Atromītos          | svincolato             |
| C                | Guilherme                  | Al-Sadd            | definitivo (6 mln €)   |
| A                | Emre Mor                   | Celta Vigo         | fine prestito          |
| Altre operazioni |                            |                    |                        |
| R.               | Nome                       | a                  | Modalità               |
| P                | Marios Siampanis           | Arīs Salonicco     | definitivo             |
| D                | Fodé Camara                | PAE Chania         | prestito               |
| D                | Stefanos Evangelou         | Górnik Zabrze      | prestito               |
| D                | Svetozar Marković          | Partizan           | prestito               |
| D                | Giannīs Masouras           | Górnik Zabrze      | prestito               |
| D                | Yassine Meriah             | Çaykur Rizespor    | prestito               |
| D                | Nemanja Nikolić            | PAE Chania         | prestito               |
| D                | Igor Silva                 | Osijek             | definitivo (0,5 mln €) |
| C                | Abdoulaye Keita            | Ajaccio            | prestito               |
| C                | Iōannīs Kosti              | Larissa            | prestito               |
| C                | Alexandros Nikolias        | Larissa            | prestito               |
| C                | Georgios Xenitidis         | Jeunesse Esch      | prestito               |
| A                | Miguel Ángel Guerrero      | Nottingham Forest  | svincolato             |
| A                | Nikola Čumić               | Sporting Gijón     | prestito               |
| A                | Fjorin Durmishaj           | Larissa            | prestito               |
| A                | Athanasios Kostanasios     | Ergotelīs          | svincolato             |
| A                | Dīmītrios Manos            | Arīs Salonicco     | svincolato             |
| A                | Giōrgos Manthatīs          |                    | svincolato             |
| A                | Geōrgios Marinos           | Levadeiakos        | prestito               |
| A                | Franco Soldano             | Boca Juniors       | prestito               |
| A                | Alexandros Voilis          | Jeunesse Esch      | prestito               |

### Sessione invernale
| Acquisti         | Acquisti                  | Acquisti       | Acquisti             |
| R.               | Nome                      | da             | Modalità             |
| ---------------- | ------------------------- | -------------- | -------------------- |
| D                | Kenny Lala                | Strasburgo     | definitivo           |
| D                | Sōkratīs Papastathopoulos | Arsenal        | svincolato           |
| D                | Oleg Reabciuk             | Paços Ferreira | definitivo (2 mln €) |
| Altre operazioni |                           |                |                      |
| R.               | Nome                      | da             | Modalità             |
| C                | Iōannīs Kosti             | Larissa        | fine prestito        |

| Cessioni         | Cessioni           | Cessioni       | Cessioni             |
| R.               | Nome               | da             | Modalità             |
| ---------------- | ------------------ | -------------- | -------------------- |
| D                | Pape Abou Cissé    | Saint-Étienne  | prestito (0,6 mln €) |
| D                | Rafinha            |                | svincolato           |
| D                | Rúben Vinagre      | Wolverhampton  | fine prestito        |
| C                | Maximiliano Lovera | Racing Club    | prestito             |
| A                | Bruno              | Arīs Salonicco | svincolato           |
| A                | Pêpê               | Famalicão      | prestito             |
| A                | Hillal Soudani     | Al-Fateh       | svincolato           |
| Altre operazioni |                    |                |                      |
| R.               | Nome               | a              | Modalità             |
| C                | Iōannīs Kosti      | Levadeiakos    | prestito             |

## Risultati

### Souper Ligka Ellada

#### Girone d'andata
| Arbitro: | Treimanis |

|            |           |             |
| Simões 80’ | Marcatori | 55’ Vrousai |

| Arbitro: | Koutsiautīs (Arta) |

|                                 |           |  |
| Fortounīs 59’ Masouras 64’, 88’ | Marcatori |  |

| Arbitro: | Sidīropoulos (Dodecaneso) |

|                       |           |  |
| El-Arabi 48’ Cafú 86’ | Marcatori |  |

| Arbitro: | Karantonis (Emazia) |

|             |           |              |
| Pamlidīs 6’ | Marcatori | 51’ El-Arabi |

| Arbitro: | Koutsiautīs (Arta) |

|                                      |           |  |
| El-Arabi 51’, 62’, 87’ A. Hassan 65’ | Marcatori |  |

| Arbitro: | Fabbri |

|             |           |        |
| Ingason 51’ | Marcatori | 77’ Ba |

| Arbitro: | Papapetrou (Atene) |

|                    |           |  |
| A. Hassan 65’, 72’ | Marcatori |  |

| Arbitro: | Papadopoulos (Macedonia) |

|  |           |                            |
|  | Marcatori | 53’ A. Hassan 80’ Masouras |

| Arbitro: | Soares Dias |

|               |           |  |
| Fortounīs 21’ | Marcatori |  |

| Arbitro: | Bebek |

|               |           |                      |
| Bertoglio 74’ | Marcatori | 29’, 47’ Bouchalakis |

| Arbitro: | Papadopoulos (Macedonia) |

|                                         |           |                       |
| Masouras 45+3’ El-Arabi 66’, 80’, 90+2’ | Marcatori | 11’ (rig.) Barrientos |

| Arbitro: | Vatsios (Attica Occidentale) |

|  |           |                                                                                     |
|  | Marcatori | 13’ Bouchalakis 34’ M'Vila 36’ El-Arabi 82’ (rig.) Soudani 83’ Cuypers 87’ Masouras |

| Arbitro: | Papapetrou (Atene) |

|                                                      |           |             |
| Soudani 25’ El-Arabi 40’, 88’ Masouras 65’ Bruma 79’ | Marcatori | 33’ Pinakas |

#### Girone di ritorno
| Arbitro: | Makkelie |

|                                         |           |  |
| El-Arabi 13’, 68’ Valbuena 90+4’ (rig.) | Marcatori |  |

| Arbitro: | Gortsilas (Macedonia) |

|  |           |                                               |
|  | Marcatori | 35’ Semedo 40’ Camara 81’ Fortounīs 86’ Bruma |

| Arbitro: | Karantonis (Emazia) |

|           |           |                           |
| Tahar 48’ | Marcatori | 4’ Fortounīs 65’ El-Arabi |

| Arbitro: | Diamantopoulos (Arcadia) |

|                 |           |  |
| A. Hassan 90+4’ | Marcatori |  |

| Arbitro: | Tsagarakīs (La Canea) |

|  |           |             |
|  | Marcatori | 45+1’ Bruma |

| Arbitro: | Brych |

|                                     |           |  |
| El-Arabi 50’ Camara 77’ Vrousai 89’ | Marcatori |  |

| Arbitro: | Sidīropoulos (Dodecaneso) |

|           |           |                                 |
| Dauda 90’ | Marcatori | 31’, 90+3’ A. Hassan 72’ M'Vila |

| Arbitro: | Gortsilas (Macedonia) |

|                                      |           |  |
| M'Vila 19’ Masouras 37’ El-Arabi 68’ | Marcatori |  |

| Arbitro: | Madden |

|                          |           |              |
| Maurício 6’ Sankharé 73’ | Marcatori | 82’ El-Arabi |

| Arbitro: | Sidīropoulos (Dodecaneso) |

|               |           |                      |
| Fortounīs 40’ | Marcatori | 83’ (rig.) Mītroglou |

| Arbitro: | Veríssimo |

|            |           |                         |
| Grillo 10’ | Marcatori | 4’ Fortounīs 81’ M'Vila |

| Arbitro: | Karantonis (Emazia) |

|                                     |           |  |
| Bruma 8’ Fortounīs 10’ El-Arabi 33’ | Marcatori |  |

| Arbitro: | Tzovaras (Ftiotide) |

|           |           |                                                  |
| Nunić 80’ | Marcatori | 33’ (rig.) A. Hassan 55’ Androutsos 80’ El-Arabi |

#### Poule scudetto
| Arbitro: | Kehlet |

|              |           |  |
| Masouras 38’ | Marcatori |  |

| Arbitro: | Jovanović |

|                |           |                                                         |
| Ansarifard 90’ | Marcatori | 17’ Camara 23’, 44’ Masouras 35’ El-Arabi 74’ Fortounīs |

| Arbitro: | Bebek |

|                                  |           |                    |
| A. Hassan 45+3’, 72’ Bruma 90+7’ | Marcatori | 31’ (rig.) Macheda |

| Arbitro: | Stavrev |

|                   |           |  |
| Živković 49’, 63’ | Marcatori |  |

| Arbitro: | Sidīropoulos (Dodecaneso) |

|                      |           |  |
| Papastathopoulos 52’ | Marcatori |  |

| Arbitro: | Dabanović |

|                  |           |  |
| Bruma 50’, 90+2’ | Marcatori |  |

| Arbitro: | Reinshreiber |

|           |           |               |
| Manos 11’ | Marcatori | 82’ Fortounīs |

| Tripoli 9 maggio 2021, ore 17:15 EEST 34ª giornata | Asteras Tripolīs   | 0 – 0 referto | Olympiacos | Stadio Theodōros Kolokotrōnīs (0 spett.)\| Arbitro: \| Koutsiautīs (Arta) \| |
| Arbitro:                                           | Koutsiautīs (Arta) |               |            |                                                                              |

| Arbitro: | Fotias (Pella) |

|              |           |  |
| Masouras 32’ | Marcatori |  |

| Arbitro: | Ekberg |

|              |           |                                    |
| Maurício 53’ | Marcatori | 7’, 12’ Masouras 38’, 72’ El-Arabi |

### Coppa di Grecia

#### Primo turno
| Arbitro: | Tsetsilas (Grevena) |

|  |           |                                 |
|  | Marcatori | 20’ Bruma 65’ Vrousai 85’ Cissé |

| Arbitro: | Gratsanīs (Trikala) |

|                                        |           |  |
| Masouras 9’ Cuypers 30’ Androutsos 81’ | Marcatori |  |

#### Quarti di finale
| Arbitro: | Karantonis (Emazia) |

|                   |           |              |
| A. Hassan 1’, 14’ | Marcatori | 4’ (aut.) Ba |

| Arbitro: | Gestranius |

|                 |           |                 |
| Gama 55’ (rig.) | Marcatori | 87’ Bouchalakīs |

#### Semifinale
| Arbitro: | Treimanis |

|                        |           |               |
| Erramuspe 45+6’ (rig.) | Marcatori | 73’ A. Hassan |

| Arbitro: | Raczkowski |

|                                    |           |              |
| El-Arabi 26’ (rig.), 41’ Bruma 57’ | Marcatori | 50’ Kartalīs |

#### Finale
| Arbitro: | Makkelie |

|            |           |                                   |
| M'Vila 50’ | Marcatori | 36’ (rig.) Vieirinha 90’ Krmenčík |

### Champions League

#### Spareggio
| Arbitro: | Makkelie |

|                                    |           |  |
| Valbuena 69’ (rig.) El-Arabi 90+2’ | Marcatori |  |

| Nicosia 29 settembre 2020, ore 22:00 EEST Ritorno | Omonia      | 0 – 0 referto | Olympiacos | Stadio Neo GSP (0 spett.)\| Arbitro: \| Mateu Lahoz \| |
| Arbitro:                                          | Mateu Lahoz |               |            |                                                        |

#### Fase a gironi
| Arbitro: | Orsato |

|                 |           |  |
| A. Hassan 90+1’ | Marcatori |  |

| Arbitro: | Siebert |

|                         |           |  |
| Vieira 11’ Oliveira 85’ | Marcatori |  |

| Arbitro: | del Cerro Grande |

|                                     |           |  |
| Torres 12’ G. Jesus 81’ Cancelo 90’ | Marcatori |  |

| Arbitro: | Massa |

|  |           |           |
|  | Marcatori | 36’ Foden |

| Arbitro: | Gil Manzano |

|                              |           |            |
| Payet 55’ (rig.), 75’ (rig.) | Marcatori | 33’ Camara |

| Arbitro: | Brych |

|  |           |                             |
|  | Marcatori | 10’ (rig.) Otávio 77’ Uribe |

### Europa League

#### Fase a eliminazione diretta
| Arbitro: | Ekberg |

|                                                       |           |                 |
| Bouchalakīs 9’ M'Vila 37’ El-Arabi 45+2’ Masouras 83’ | Marcatori | 14’, 39’ Zahavi |

| Arbitro: | Turpin |

|                 |           |               |
| Zahavi 23’, 44’ | Marcatori | 88’ A. Hassan |

| Arbitro: | Siebert |

|              |           |                                          |
| El-Arabi 58’ | Marcatori | 34’ Ødegaard 79’ G. Magalhães 85’ Elneny |

| Arbitro: | del Cerro Grande |

|  |           |              |
|  | Marcatori | 51’ El-Arabi |

## Statistiche

### Statistiche di squadra
| Competizione        | Punti | In casa | In casa | In casa | In casa | In casa | In casa | In trasferta | In trasferta | In trasferta | In trasferta | In trasferta | In trasferta | Totale | Totale | Totale | Totale | Totale | Totale | DR  |
| Competizione        | Punti | G       | V       | N       | P       | Gf      | Gs      | G            | V            | N            | P            | Gf           | Gs           | G      | V      | N      | P      | Gf     | Gs     | DR  |
| ------------------- | ----- | ------- | ------- | ------- | ------- | ------- | ------- | ------------ | ------------ | ------------ | ------------ | ------------ | ------------ | ------ | ------ | ------ | ------ | ------ | ------ | --- |
| Souper Ligka Ellada | 90    | 18      | 17      | 1       | 0       | 43      | 4       | 18           | 11           | 5            | 2            | 39           | 15           | 36     | 28     | 6      | 2      | 82     | 19     | +63 |
| Coppa di Grecia     | -     | 3       | 3       | 0       | 0       | 8       | 2       | 4            | 1            | 2            | 1            | 6            | 4            | 7      | 4      | 2      | 1      | 14     | 6      | +8  |
| Champions League    | 3     | 4       | 2       | 0       | 2       | 3       | 3       | 4            | 0            | 1            | 3            | 1            | 7            | 8      | 2      | 1      | 5      | 4      | 10     | -6  |
| Europa League       | -     | 2       | 1       | 0       | 1       | 5       | 5       | 2            | 1            | 0            | 1            | 2            | 2            | 4      | 2      | 0      | 2      | 7      | 7      | 0   |
| Totale              | 93    | 27      | 23      | 1       | 3       | 59      | 14      | 28           | 13           | 8            | 7            | 48           | 28           | 55     | 36     | 9      | 10     | 107    | 42     | +65 |

### Andamento in campionato
| Giornata  | 1 | 2 | 3 | 4 | 5 | 6 | 7 | 8 | 9 | 10 | 11 | 12 | 13 | 14 | 15 | 16 | 17 | 18 | 19 | 20 | 21 | 22 | 23 | 24 | 25 | 26 | 27 | 28 | 29 | 30 | 31 | 32 | 33 | 34 | 35 | 36 |
| --------- | - | - | - | - | - | - | - | - | - | -- | -- | -- | -- | -- | -- | -- | -- | -- | -- | -- | -- | -- | -- | -- | -- | -- | -- | -- | -- | -- | -- | -- | -- | -- | -- | -- |
| Luogo     | T | C | C | T | C | T | C | T | C | T  | C  | T  | C  | C  | T  | T  | C  | T  | C  | T  | C  | T  | C  | T  | C  | T  | C  | T  | C  | T  | C  | C  | T  | T  | C  | T  |
| Risultato | N | V | V | N | V | N | V | V | V | V  | V  | V  | V  | V  | V  | V  | V  | V  | V  | V  | V  | P  | N  | V  | V  | V  | V  | V  | V  | P  | V  | V  | N  | N  | V  | V  |
| Posizione | 1 | 6 | 2 | 3 | 2 | 1 | 2 | 1 | 1 | 1  | 1  | 1  | 1  | 1  | 1  | 1  | 1  | 1  | 1  | 1  | 1  | 1  | 1  | 1  | 1  | 1  | 1  | 1  | 1  | 1  | 1  | 1  | 1  | 1  | 1  | 1  |

Legenda:

Luogo: C = Casa; T = Trasferta. Risultato: V = Vittoria; N = Pareggio; P = Sconfitta.

### Statistiche dei giocatori
Sono in corsivo i calciatori che hanno lasciato la società a stagione in corso.
| Giocatore           | Souper Ligka Ellada | Souper Ligka Ellada | Souper Ligka Ellada | Souper Ligka Ellada | Coppa di Grecia | Coppa di Grecia | Coppa di Grecia | Coppa di Grecia | UEFA Champions League + UEFA Europa League | UEFA Champions League + UEFA Europa League | UEFA Champions League + UEFA Europa League | UEFA Champions League + UEFA Europa League | Totale   | Totale | Totale      | Totale     |
| Giocatore           | Presenze            | Reti                | Ammonizioni         | Espulsioni          | Presenze        | Reti            | Ammonizioni     | Espulsioni      | Presenze                                   | Reti                                       | Ammonizioni                                | Espulsioni                                 | Presenze | Reti   | Ammonizioni | Espulsioni |
| ------------------- | ------------------- | ------------------- | ------------------- | ------------------- | --------------- | --------------- | --------------- | --------------- | ------------------------------------------ | ------------------------------------------ | ------------------------------------------ | ------------------------------------------ | -------- | ------ | ----------- | ---------- |
| T. Androutsos       | 19                  | 1                   | 3                   | 0                   | 6               | 1               | 1               | 0               | 0+4                                        | 0                                          | 0+1                                        | 0                                          | 29       | 2      | 5           | 0          |
| O. Ba               | 19                  | 1                   | 7                   | 1                   | 4               | 0               | 2               | 0               | 5+2                                        | 0                                          | 1+2                                        | 0+1                                        | 30       | 1      | 12          | 2          |
| Bruma               | 22                  | 7                   | 4                   | 0                   | 5               | 2               | 0               | 0               | 2+3                                        | 0                                          | 0+1                                        | 0                                          | 32       | 9      | 5           | 0          |
| Bruno               | 3                   | 0                   | 0                   | 0                   | 0               | 0               | 0               | 0               | 0+1                                        | 0                                          | 0                                          | 0                                          | 4        | 0      | 0           | 0          |
| A. Bouchalakīs      | 30                  | 3                   | 5                   | 0                   | 7               | 1               | 0               | 0               | 8+4                                        | 0+1                                        | 1+1                                        | 0                                          | 49       | 5      | 7           | 0          |
| Cafú                | 2                   | 1                   | 0                   | 0                   | 0               | 0               | 0               | 0               | 1+0                                        | 0                                          | 0                                          | 0                                          | 3        | 1      | 0           | 0          |
| M. Camara           | 31                  | 3                   | 6                   | 0                   | 5               | 0               | 0               | 0               | 6+4                                        | 1+0                                        | 2+0                                        | 0                                          | 46       | 4      | 8           | 0          |
| P. A. Cissé         | 12                  | 0                   | 2                   | 0                   | 1               | 1               | 0               | 0               | 6+0                                        | 0                                          | 0                                          | 0                                          | 19       | 1      | 2           | 0          |
| H. Cuypers          | 10                  | 1                   | 0                   | 0                   | 4               | 1               | 1               | 0               | 0                                          | 0                                          | 0                                          | 0                                          | 14       | 2      | 1           | 0          |
| M. Dräger           | 8                   | 0                   | 1                   | 0                   | 1               | 0               | 0               | 0               | 1+0                                        | 0                                          | 0                                          | 0                                          | 10       | 0      | 1           | 0          |
| Y. El-Arabi         | 33                  | 22                  | 1                   | 0                   | 5               | 2               | 1               | 0               | 7+4                                        | 1+3                                        | 0                                          | 0                                          | 49       | 28     | 2           | 0          |
| K. Fortounīs        | 31                  | 9                   | 2                   | 0                   | 4               | 0               | 0               | 0               | 7+4                                        | 0                                          | 2+0                                        | 0                                          | 46       | 9      | 4           | 0          |
| A. Hassan           | 25                  | 10                  | 0                   | 0                   | 7               | 3               | 0               | 0               | 4+3                                        | 1+1                                        | 1+0                                        | 0                                          | 39       | 15     | 1           | 0          |
| J. Holebas          | 22                  | 0                   | 1                   | 0                   | 7               | 0               | 2               | 1               | 7+2                                        | 0                                          | 2+0                                        | 0                                          | 38       | 0      | 5           | 1          |
| A. Kalogeropoulos   | 3                   | 0                   | 2                   | 0                   | 0               | 0               | 0               | 0               | 0                                          | 0                                          | 0                                          | 0                                          | 3        | 0      | 2           | 0          |
| Ī. Karargyrīs       | 1                   | 0                   | 0                   | 0                   | 0               | 0               | 0               | 0               | 0                                          | 0                                          | 0                                          | 0                                          | 1        | 0      | 0           | 0          |
| Ö. Kristinsson      | 2                   | 0                   | 0                   | 0                   | 3               | -1              | 0               | 0               | 0                                          | 0                                          | 0                                          | 0                                          | 5        | -1     | 0           | 0          |
| K. Lala             | 5                   | 0                   | 0                   | 1                   | 2               | 0               | 0               | 0               | 0+4                                        | 0                                          | 0+1                                        | 0                                          | 11       | 0      | 1           | 1          |
| M. Lovera           | 4                   | 0                   | 0                   | 0                   | 0               | 0               | 0               | 0               | 0                                          | 0                                          | 0                                          | 0                                          | 4        | 0      | 0           | 0          |
| G. Masouras         | 30                  | 13                  | 3                   | 0                   | 6               | 1               | 0               | 0               | 8+4                                        | 0+1                                        | 0+1                                        | 0                                          | 48       | 15     | 4           | 0          |
| Y. M'Vila           | 33                  | 4                   | 3                   | 0                   | 5               | 1               | 0               | 0               | 8+4                                        | 0+1                                        | 0                                          | 0                                          | 50       | 6      | 3           | 0          |
| A. Papadopoulos     | 5                   | 0                   | 1                   | 0                   | 2               | 0               | 1               | 0               | 0                                          | 0                                          | 0                                          | 0                                          | 7        | 0      | 2           | 0          |
| S. Papastathopoulos | 14                  | 1                   | 2                   | 0                   | 5               | 0               | 0               | 0               | 0+4                                        | 0                                          | 0                                          | 0                                          | 23       | 1      | 2           | 0          |
| Pêpê                | 9                   | 0                   | 1                   | 0                   | 1               | 0               | 0               | 0               | 3+0                                        | 0                                          | 0                                          | 0                                          | 13       | 0      | 1           | 0          |
| Rafinha             | 14                  | 0                   | 2                   | 0                   | 0               | 0               | 0               | 0               | 8+0                                        | 0                                          | 4+0                                        | 0                                          | 22       | 0      | 6           | 0          |
| L. Ranđelović       | 23                  | 0                   | 3                   | 0                   | 4               | 0               | 1               | 0               | 6+2                                        | 0                                          | 0                                          | 0                                          | 35       | 0      | 4           | 0          |
| O. Reabciuk         | 20                  | 0                   | 6                   | 0                   | 3               | 0               | 1               | 0               | 0+4                                        | 0                                          | 0+1                                        | 0                                          | 27       | 0      | 8           | 0          |
| J. Sá               | 29                  | -16                 | 3                   | 0                   | 3               | -4              | 0               | 0               | 8+4                                        | -10+-7                                     | 0                                          | 0                                          | 44       | -37    | 3           | 0          |
| R. Semedo           | 30                  | 1                   | 9                   | 0                   | 5               | 0               | 1               | 0               | 8+1                                        | 0                                          | 2+0                                        | 1+0                                        | 44       | 1      | 12          | 1          |
| T. Silva            | 16                  | 0                   | 1                   | 0                   | 5               | 0               | 2               | 0               | 0                                          | 0                                          | 0                                          | 0                                          | 21       | 0      | 3           | 0          |
| H. Soudani          | 5                   | 2                   | 0                   | 0                   | 1               | 0               | 0               | 0               | 4+0                                        | 0                                          | 0                                          | 0                                          | 10       | 2      | 0           | 0          |
| V. Sourlīs          | 3                   | 0                   | 0                   | 0                   | 1               | 0               | 0               | 0               | 0                                          | 0                                          | 0                                          | 0                                          | 4        | 0      | 0           | 0          |
| A. Tselios          | 0                   | 0                   | 0                   | 0                   | 1               | 0               | 0               | 0               | 0                                          | 0                                          | 0                                          | 0                                          | 1        | 0      | 0           | 0          |
| K. Tzolakīs         | 5                   | -3                  | 0                   | 0                   | 1               | -1              | 0               | 0               | 0                                          | 0                                          | 0                                          | 0                                          | 6        | -4     | 0           | 0          |
| M. Valbuena         | 26                  | 1                   | 1                   | 0                   | 3               | 0               | 0               | 0               | 5+3                                        | 1+0                                        | 0                                          | 0                                          | 37       | 2      | 1           | 0          |
| R. Vinagre          | 2                   | 0                   | 0                   | 0                   | 0               | 0               | 0               | 0               | 2+0                                        | 0                                          | 0                                          | 0                                          | 4        | 0      | 0           | 0          |
| M. Vrousai          | 14                  | 2                   | 0                   | 0                   | 3               | 1               | 0               | 0               | 3+1                                        | 0                                          | 0                                          | 0                                          | 21       | 3      | 0           | 0          |